# Carlos Bonell
Carlos Bonell (Londres, 23 de julio de 1949) es un guitarrista clásico británico.
Nació en Londres, Inglaterra, hijo de padres españoles. Estudió guitarra con John Williams en el Royal College of Music, institución donde posteriormente fue contratado como profesor. Su primera gira profesional, con gran éxito, fue en Estados Unidos; posteriormente tocó con orquestas británicas y en festivales internacionales.
Entre los músicos con los que ha tocado se encuentran los guitarristas John Williams, Juan Martín, Paco Peña y Martin Taylor, los cantantes Teresa Berganza, Patricia Rozario, Cleo Laine y Philip Langridge, y los violinistas Levon Chilingirian, Salvatore Accardo y Pinchas Zukerman. También trabajó junto a Paul McCartney, a quien ayudó en la composición de un concierto de guitarra.

## Orquestas y festivales
- Sídney
- Hong Kong
- Aldeburgh
- Mostly Mozart New York
- Ciudad de Londres

## Premios
- Nominación a los premios Grammy (1979) en la categoría de mejor interpretación de música de cámara por el álbum John Williams And Friends.[4]
- Premio Rossete de la guía Penguin CD por su disco de la firma Decca Records del Concierto de Aranjuez.

## Giras
- 1999 y 2000 - Australia, Europa, las Américas, y el Caribe (recitales, Música de Cámara y conciertos con orquesta).
- 2001 - Inglaterra, Dinamarca, Italia, Portugal, Turquía, España, y una gira en Sur América (Conciertos de Joaquín Rodrigo, Malcolm Arnold, Ferdinando Carulli, Armand Coeck y del Australiano Barrington Pheloung, este último dedica su Concierto a Carlos Bonell).
- 2002 al 2004 - Cursos y conciertos por Europa.
- 2006 Gira por Estados Unidos
- 2007 Gira por Japón

## Publicaciones
Cuenta con más de 20 grabaciones.

### Discos
- John Williams and Friends
- Guitar Music of Spain
- Guitar Music of the Baroque
- Showpieces - Decca SXL6950
- Concierto de Aranjuez y Fantasía para un Gentilhombre (Joaquín Rodrigo) (Montreal Symphony Orchestra dirigida por Charles Dutoit)
- Paganini Trios and Quartets with Salvatore Accardo (violín)
- Twentieth Century Music for Guitar
- Concierto de Aranjuez y Fantasía para un Gentilhombre (Joaquín Rodrigo) (English Chamber Orchestra dirigida por Steuart Bedford)
- Once upon a Time in the West with Xer-Wai (violín)
- William Walton 5 Bagatelles for solo guitar and Anon in Love with John Mark Ainsley (tenor)
- Songs de Benjamin Britten, con Philip Langridge.
- Concierto de Aranjuez, Fantasía para un Gentilhombre y piezas solistas (Joaquín Rodrigo) (Royal Philharmonic Orchestra dirigida por Jacek Kaspszyk).
- The Sea in Spring Carlos Bonell with his Ensemble Music for guitars with flute and panpipes
- The Passion of Morse Featuring Carlos Bonell in the theme music from 'Inspector Morse' and 'The Politician's Wife' with the Royal Philharmonic Orchestra conducted by Barrington Pheloung.
- The Private Collection Carlos Bonell's favourite music for guitar Upbeat Classics.
- Kinkachoo, I love you (Millennium Guitar, the first 1000 years) From Hildegard von Bingen (1098-1179) to Phillip Houghton b.1954, and including Albeniz, Falla, Garcia Lorca, Paganini, Weiss and de la Halle.
- Song of the Sea Carlos Bonell plays the music of Gordon Mizzi.

### Otros materiales
- Easy Guide to the Guitar (2005) (libro)
- Interpretación de Guitarra Clásica (2005) (DVD)